# 뉴욕 레드불스 II
뉴욕 레드불스 II(New York Red Bulls II)는 MLS 넥스트 프로에 소속된 뉴욕 레드불스의 리저브팀으로 뉴저지주 몬트클레어를 연고지로 하고 있으며 MSU 사커 파커 앳 핏서 필드를 홈 경기장으로 사용하고 있다.

## 역대 홈경기장
| 경기장                     | 사용기간      | 장소                | 팀명             | 비고 |
| -------------------------- | ------------- | ------------------- | ---------------- | ---- |
| 레드불 아레나              | 2015년~2016년 | 뉴저지주 해리슨     | 뉴욕 레드불스 II | 빈칸 |
| MSU 사커 파커 앳 핏서 필드 | 2017년~현재   | 뉴저지주 몬트클레어 | 뉴욕 레드불스 II | 빈칸 |

## 선수 명단

### 현역
참고: FIFA 자격 규정에 따라 소속된 국가대표팀 국기를 표시합니다. 선수는 복수의 FIFA 비회원국 국적을 가지고 있을 수 있습니다.
| 번호 | 포지션 | 국적          | 이름            |
| ---- | ------ | ------------- | --------------- |
| 19   | MF     | 베네수엘라    | 위켈만 카르모나 |
| 20   | DF     | 콜롬비아      | 후안 호세 미나  |
| 34   | DF     | 콜롬비아      | 후안 구티에레즈 |
| 37   | FW     | 가나          | 모하메드 소포   |
| 42   | DF     | 파나마        | 오마르 발렌시아 |
| 44   | DF     | 앤티가 바부다 | 에이든 자비스   |
| 48   | MF     | 가나          | 로날드 돈코르   |

| 번호 | 포지션 | 국적     | 이름                            |
| ---- | ------ | -------- | ------------------------------- |
| 50   | DF     | 에콰도르 | 자이르 콜라화소                 |
| 65   | MF     | 우간다   | 스티븐 세르와다                 |
| 79   | FW     | 파나마   | 라파엘 안토니오 모스케라 디아스 |
| 82   | MF     | 우간다   | 이브라힘 카술레                 |
| 90   | MF     | 말리     | 맬릭 쟁크 뎀벨                  |
| 97   | FW     | 우간다   | 프랭크 세부푸                   |

## 메이저 리그 사커제휴팀
- 뉴욕 레드불스 (해리슨, 뉴저지)

## 같이 보기
- 뉴욕 시티 FC (메이저 리그 사커)
- 뉴욕 코스모스 (북미 축구 리그)

틀:뉴욕 레드불스
틀:뉴욕 레드불스 II 선수 명단